# Pilar Pedraza Martínez
Pilar Pedraza (Toledo, 1951) és doctora en història i professora a la Universitat de València. Ha traduït del llatí obres enigmàtiques renaixentistes i barroques, com els Emblemas de Alciato, el Sueño de Polifilo i La fuga de Atalanta. Fins ara ha publicat diverses novel·les, entre les quals Las joyas de la serpiente, La fase del rubí i La pequeña Pasión, a Tusquets, Las novias inmóviles (Lumen) i Paisaje con reptiles, Piel de Sátiro i Arcano trece, a Valdemar. És autora, a més, de llibres de cinema, entre els quals Fellini (Cátedra), Metrópolis (Paidós) i La mujer pantera (Nau Llibres) i dos assaigs sobre figures de la feminitat: La bella, enigma y pesadilla (Tusquets) i Máquinas de amar (Valdemar). Intenta que la seva escriptura de ficció i els seus treballs d'assaig tinguin una certa unitat, perquè els considera branques del mateix arbre. L'apassiona la literatura fantàstica, que cultiva des de sempre al marge de les modes.
Per a Pilar Pedraza el que és important de la literatura fantàstica és que és la literatura essencial, la que explica històries interiors al marge de l'anomenada "literatura" institucional. La monstruositat, la mort, el fantasma, el dubte, la inevitabilitat de la realitat són alguns dels seus temes preferits.
Pedraza es va doctorar en història per la Universitat de València el 1982. Fou Consellera de Cultura durant el segon govern de la tercera legislatura autonòmica del Consell de la Generalitat Valenciana, entre el 12 de juliol de 1993 i el 6 de juliol de 1995. Hi fou designada pel PSPV.